# Georg Thomas
Georg Thomas (Forst, 20 februari 1890 – Frankfurt, 29 december 1946) was een Duitse officier, meest recentelijk generaal van de infanterie in Nazi-Duitsland tijdens de Tweede Wereldoorlog en van 1939 tot 1942 hoofd van het kantoor voor Militaire economie en Bewapening. Hij was een vooraanstaand deelnemer aan de planning en uitvoering van de economische exploitatie van de Sovjet-Unie, met name het Hungerplan.
De rol van Thomas bij het samenzweren tegen Adolf Hitler heeft ertoe geleid dat sommige historici hem beschrijven als een lid van het Duitse verzet, terwijl anderen zijn staat van dienst meer dubbelzinnig vinden.

## Carrière
Thomas werd geboren in Forst (Lausitz), Brandenburg. De zoon van de fabriekseigenaar en later generaal trad in 1908 toe tot Infanterie Regiment 63 als vaandrig en beroepsmilitair. Vanaf 1928 behandelde hij bewapening-vragen bij het Heereswaffenamt (HWA) in het Reichswehrministerium (RWM) in Berlijn. Thomas bleef van 1928-1938 werken als stafchef voor het Heereswaffenamt in het Reichswehrministerium, waar hij de dynamiek van de nationale economie en oorlogsvoorbereidingen intensief bestudeerde en het idee van een "defensie-economie" naar voren duwde - dat wil zeggen, het bijeenbrengen van de middelen van Duitsland met het oog op oorlog onder een centrale planningscommissie. Ondanks zijn bedenkingen bij het nationaalsocialisme na het ontslag van Generaloberst Baron Werner von Fritsch op verzonnen beschuldigingen van homoseksualiteit, bleef Thomas een belangrijk lid van de Duitse Generale Staf. Niettemin was het bij de verwijdering van von Fritsch in 1938 dat Thomas zijn eerste grote innerlijke conflict met het nationaalsocialisme meemaakte. Er wordt gespeculeerd dat hij van hieruit aan boord bleef om plannen voor een staatsgreep aan te wakkeren. In 1939 werd hij hoofd van het Ministerie van Defensie en Bewapening van het Oberkommando der Wehrmacht (OKW). Hij was lid van de raad van bestuur van Continental AG (een oliemaatschappij die tot doel had aardolie hulpbronnen te exploiteren in bezette landen) evenals Reichswerke Hermann Göring (een groot ijzer- en staalbedrijf).
Thomas, die sinds 1940 een Generaal van de Infanterie was, zag al vroeg in dat Duitsland in staat was een langdurige oorlog te voeren en werd beperkt door de staat van zijn economie. Toen de dreiging van oorlog met de westerse mogendheden groter werd na Hitlers gedurfde politieke stappen om de Oostenrijkse Anschluss, de verwerving van het Sudetenland veilig te stellen en toen met de naderende Blitzkrieg in Polen in afwachting van de Duitse Generale Staf, produceerde Thomas een uitgebreid rapport voor Hitler waarin de risico's werden beoordeeld. Thomas' analyse stond vol met grafieken en statistieken die de militair-economische superioriteit van de westerse mogendheden aantoonden, waarop Hitler aarzelde en uitriep dat, "hij de bezorgdheid van generaal Thomas over het gevaar van een wereldoorlog niet deelde, vooral omdat hij nu de Sovjet-Unie aan zijn kant had gekregen" (als gevolg van het Molotov-Ribbentroppact). Thomas maakte zich niet alleen zorgen over een aanval die de Britten en Fransen zou uitlokken, maar dat gold ook voor de Generalfeldmarschal Walter von Brauchitsch, Generaloberst Franz Halder en Korporaal-generaal von Stülpnagel, toch weigerde Hitler enige vertraging of terughoudendheid van zijn militaire staf over zijn plannen te dulden en drong hij de aanval serieuzer door, ondanks hun goede tegenargumenten.
Tijdens de planningsfase van Operatie Barbarossa greep de pragmatische en realistische aard van generaal Thomas hem opnieuw toen hij dacht dat een grootschalige oorlog met de Sovjet-Unie moest worden uitgesteld totdat de logistieke problemen waren verholpen. In die zin informeerde Thomas Generaloberst Halder, toenmalige chef van de generale staf van het OKH, dat de aanval op de Sovjet-Unie logistieke vertragingen zou oplopen vanwege het feit dat de Russische spoorwegen een andere spoorwijdte hadden dan de Duitse. Thomas waarschuwde Halder ook voor de ontoereikendheid van de Duitse transportvoertuigbanden voor de taak die voor hen lag, en het belangrijkste dat Thomas aan Halder onthulde was dat zij (de Duitsers) slechts twee maanden aan stookolie en benzine hadden om de oprukkende aanval te ondersteunen. Op onverklaarbare wijze heeft Halder deze informatie niet aan Hitler doorgegeven en toen Thomas dit zelf probeerde te doen, kwam Generalfeldmarschal Wilhelm Keitel tussenbeide en verhinderde dat het rapport verder ging. De geruststellingen vonden al snel hun weg naar Generaal Thomas toen niemand minder dan Reichsminister Hermann Göring hem zei dat hij zich geen zorgen hoefde te maken over het opgebruiken van de middelen van Duitsland, aangezien "ze spoedig de meesters van Frankrijk, België en Nederland zouden zijn", en voegde er ook aan toe dat ze alle beschikbare hulpbronnen in de "veroverde gebieden" zouden plunderen.
In november 1942 nam Thomas ontslag bij het Ministerie van Defensie en Bewapening. Albert Speer en zijn Ministerie van Defensie en Bewapening hadden ondertussen bijna alle expertise met betrekking tot bewapeningskwesties overgenomen.
Als gevolg van de negatieve beoordeling over de toekomst van de campagne in het Oosten verbood Hitler nog meer oorlogsstudies door het OKW. Uit de bronnen blijkt dat Generaal Thomas bij verschillende gelegenheden tevergeefs heeft geprobeerd de Duitse Generale Staf en Hitler terug naar de realiteit te brengen over hun langetermijn vooruitzichten voor succes. Het pragmatisme van Thomas heeft waarschijnlijk bijgedragen aan zijn desillusie met het regime en zijn leiderschap, waardoor hij misschien geloofde dat een staatsgreep nodig was om te voorkomen dat Duitsland volledig werd vernietigd.

## Weerstand tegen Hitler
Door contacten met zijn voormalige superieur Ludwig Beck, alsook met Carl Friedrich Goerdeler en Johannes Popitz, ging hij al in 1938-1939 aan de slag met de planning voor een militaire staatsgreep tegen Adolf Hitler.
Na de mislukte poging op Hitlers leven in het Wolfsschanze in Oost-Pruisen op 20 juli 1944, werden de coup d'état plannen van 1938-1939 gevonden, wat leidde tot de arrestatie van Thomas op 11 oktober 1944. Na zijn arrestatie werd hij overgebracht naar het Flossenbürg en Dachau concentratiekamp. Eind april 1945 werd hij overgebracht naar Tirol samen met ongeveer 140 andere prominente gevangenen. Op 30 april, na het oprukken van Amerikaanse troepen en nadat de soldaten van de eenheid van Wichard von Alvensleben het dorp omringden, besloten de SS-bewakers te ontsnappen. Thomas en de andere gevangenen werden op 5 mei 1945 bevrijd door het Vijfde Amerikaanse leger. Hij werd vrijgelaten, verhuisde naar Frankfurt am Main, maar zijn gevangenschap had zijn gezondheid zodanig aangetast dat hij stierf op 29 december 1946.

## Rol in het Hungerplan
Thomas is beschreven als iemand die soms "speelde met verzet tegen Hitlers oorlog" maar die in wezen een "meedogenloze pragmaticus" was wiens enige zorg "de toekomst van Duitsland als een grote mogendheid." was. Als zodanig was hij nauw betrokken bij het opstellen van het nazi-beleid voor de bezette Sovjet-Unie, dat kortom bedoeld was om alle hulpbronnen van het land te exploiteren ten behoeve van Duitsland en de Duitse strijdkrachten, ten koste van de hongerdood van miljoenen mensen. Dit werd bekend als het Hungerplan. Thomas werkte bij het ontwikkelen van dit plan nauw samen met Herbert Backe, het de facto hoofd van de nazi-landbouw. In de loop hiervan hield Thomas op 2 mei 1941 een bijeenkomst op hoog niveau om de strategie te herzien. Een intern Wehrmacht memorandum opgesteld door zijn staf beschreef dit beleid en erkende "als we nemen wat we nodig hebben uit het land, het geen twijfel lijdt dat vele miljoenen mensen de hongerdood zullen sterven." Deze notitie is omschreven als:
...een van de meest buitengewone bureaucratische documenten in de geschiedenis van het naziregime. In veel onverbloemdere taal dan ooit werd gebruikt met betrekking tot de Joodse kwestie, hebben alle grote instanties van de Duitse staat ingestemd met een programma van massamoord, dat in het niet deed wat Heydrich negen maanden later zou voorstellen aan de Wannseeconferentie.
De historicus Christopher Browning schrijft dat op 2 mei 1941 de staatssecretarissen van verschillende ministeries een ontmoeting hadden met Thomas, en ermee instemden om er een prioriteit van te maken om het leger van voedsel uit Rusland te voorzien, en om andere essentiële landbouwproducten (inclusief graan) naar Duitsland te verschepen. "Daarbij", aldus het protocol van Thomas, "zullen er ongetwijfeld talloze miljoen mensen de hongerdood sterven, als we al het nodige voor ons uit het land halen."
Hoewel het memorandum niet schatte hoeveel miljoenen er zouden sterven, verklaarde Backe zelf dat de "overbevolking" van de Sovjet-Unie 20 tot 30 miljoen bedroeg. Het Duitse beleid voor de invasie en instructies aan de troepen waren opzettelijk berekend om deze 20 tot 30 miljoen mensen door hongersnood te doden, of hen dwingen naar Siberië te vluchten.

## Militaire loopbaan
- General der Infanterie: 1 augustus 1940[1][2]
- Generalleutnant: 1 januari 1940[1][2]
- Generalmajor: 1 januari 1938[1][2]
- Oberst: 1 augustus 1934[1] 1 augustus 1934[2]
- Oberstleutnant: 1 juni 1932[1] 1 juni 1932[2]
- Major:[1] 1 februari 1928[2]
- Hauptmann:[1] 18 april 1917[2]
- Oberleutnant:[1] 27 januari 1915[2]
- Leutnant: 27 januari 1910 (Patent van 29 januari 1908)[1][2]
- Fahnenjunker (aspirant-officier): 2 september 1908[1][2]

## Onderscheidingen
- Herhalingsgesp bij IJzeren Kruis 1939, 1e Klasse[1] en 2e Klasse[1]
- IJzeren Kruis 1914, 1e Klasse[1] en 2e Klasse[1]
- Erekruis voor Frontstrijders in de Wereldoorlog[1]
- Dienstonderscheiding van Leger en Marine[1]